# チャラン・カノア

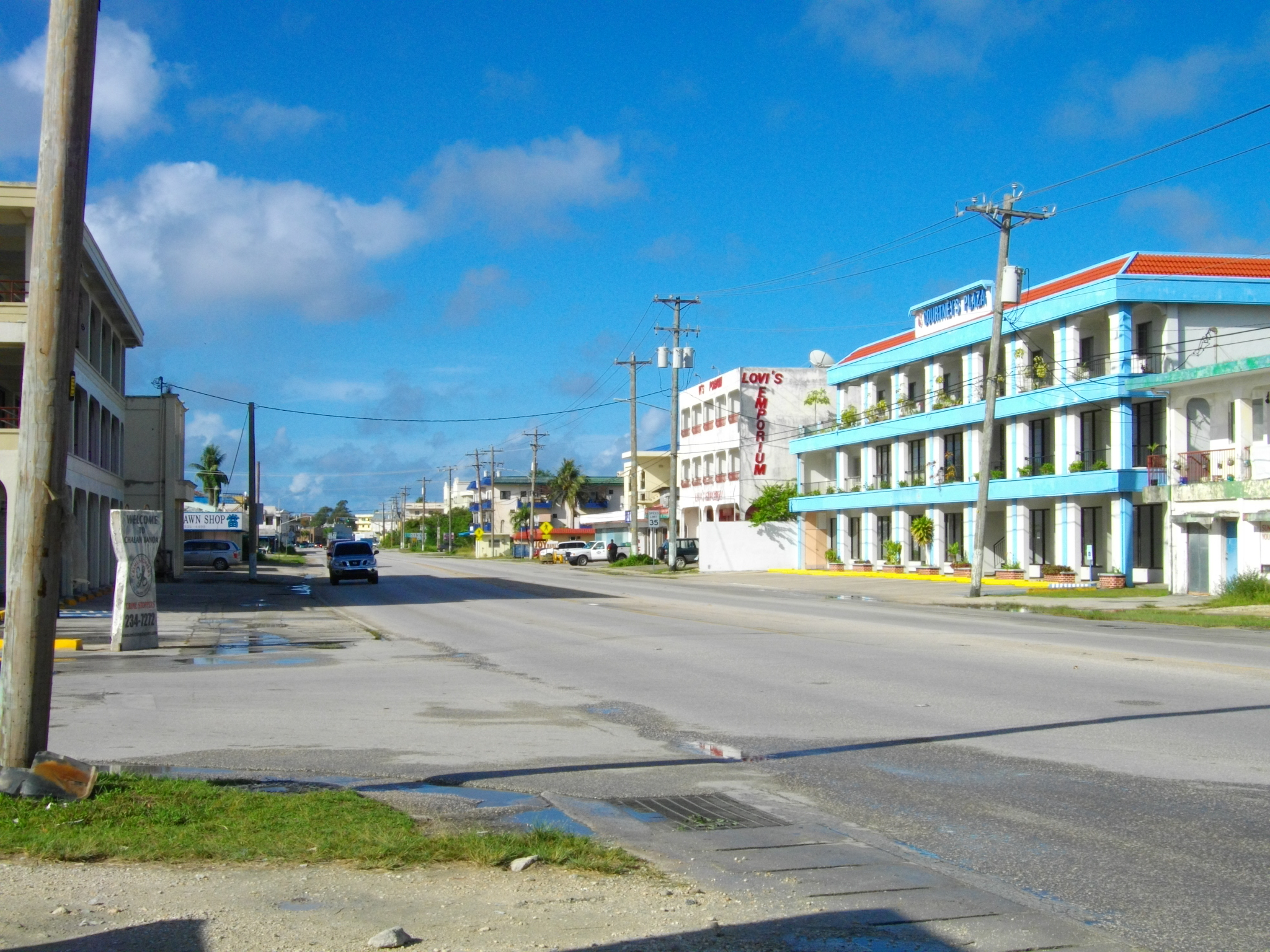
チャラン・カノアの街並み

チャラン・カノア（Chalan Kanoa 茶覧）とは、アメリカ合衆国の自治領である北マリアナ諸島サイパン島の地名。

## 概要
サイパン島の南西部に位置し、マウント・カーメル教会や郵便局などがある。また、この地域には「アクエリアス・ビーチ・タワー」等の観光客向けのホテルも数多く存在しており、ファーストフード店や小売店などもある。ススペとはススペ湖に延びる小道を境に接している。
戦前、南洋興発株式会社の「本社」および「サイパン製糖所」がここに置かれた。そして、南洋興発株式会社の諸施設や社宅も広範囲に建設され、日本人が数多く居住していた。チャラン・カノアの北にあるガラパンに次いで発展したことから、1934年（昭和9年）に南洋群島部落制に基づく「チャランカ町」となった。1937年（昭和12年）には南興神社が創建され、町の鎮守として崇められた。
戦後は、日本人に代わって地元島民（チャモロ人・カロリン人）が多く住むようになり、現在に至っている。